# هاري آرثر سينتسبري
هاري آرثر سينتسبري (بالإنجليزية: Harry Arthur Saintsbury)‏ ممثل وكاتب مسرحي بريطاني (ولد في لندن يوم 18 ديسمبر من العام 1869).

## روابط خارجية
- هاري آرثر سينتسبري على موقع IMDb (الإنجليزية)
- هاري آرثر سينتسبري على موقع كينوبويسك (الروسية)